# 北橫快速道路
北橫快速道路是中華民國政府規劃中的一條快速道路，計劃連接新竹縣、桃園市和宜蘭縣。

## 歷史
1992年，國道新建工程局辦理台灣區快速道路系統整體路網規劃總報告時提出修建北橫快速道路的初步計劃，但九二一大地震後，中華民國行政院停止了高山公路的修建計劃。

## 計劃路線
北橫快速道路計劃從桃園市大溪區和新竹縣竹東鎮出發，在桃園市復興區的巴陵會合，穿越雪山山脈進入宜蘭縣大同鄉的蘭陽溪上游河谷，抵達宜蘭市區，可縮短新竹至宜蘭的車程65分鐘。

## 工程難度
北橫快速道路全長115公里，需興建十八座隧道，總長度達65公里，其中最長隧道達19.3公里，預計工期達14年，整條快速道路總經費預計達4167億元。